# Rayk Wieland

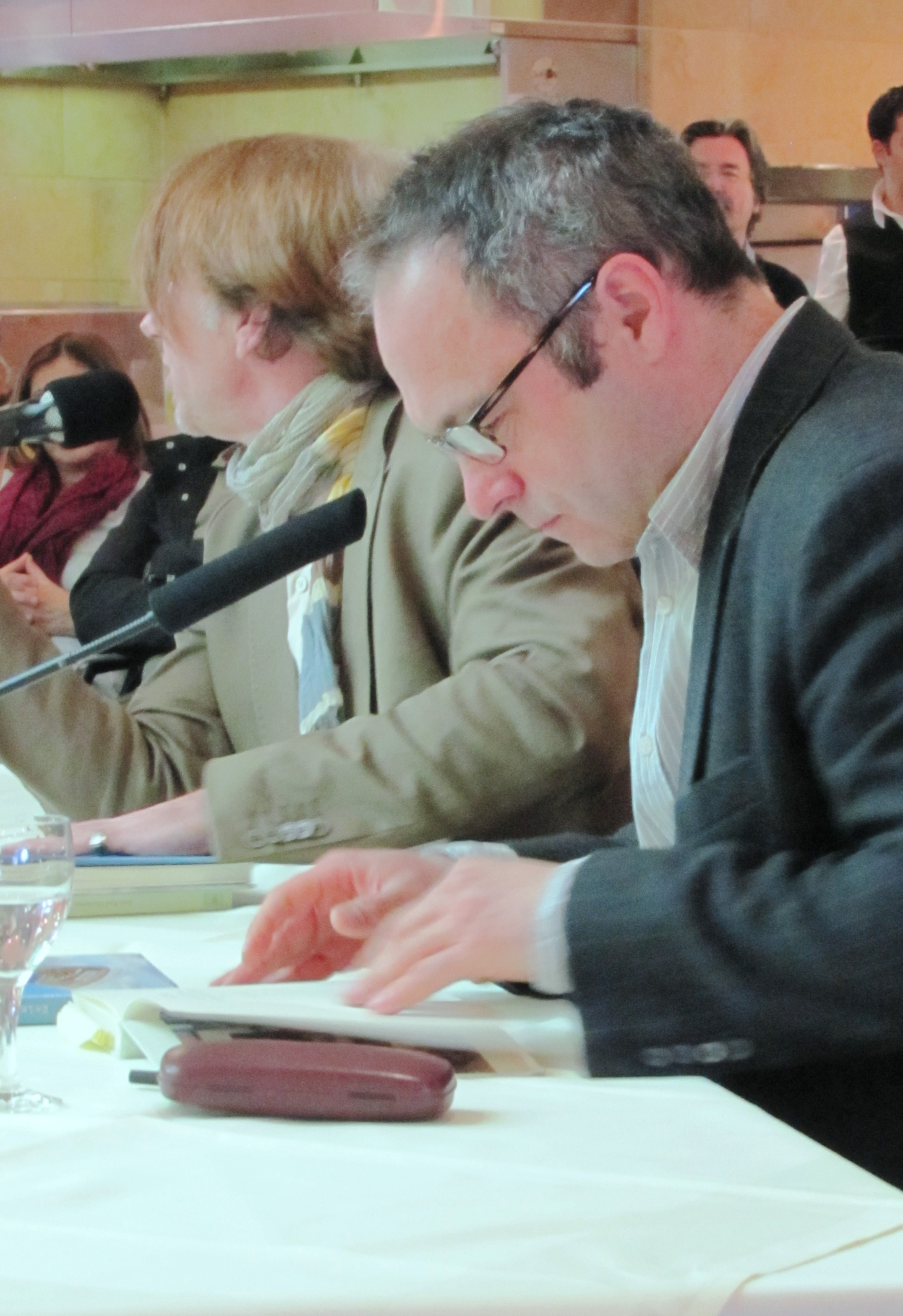
Rayk Wieland (2012)

Rayk Wieland (* 1965 in Leipzig) ist ein deutscher Satiriker, Autor und Kulturredakteur beim MDR.
Wieland machte eine Ausbildung zum Elektriker, studierte Philosophie, war Zeitungs-, Funk- und Fernsehredakteur, u. a. bei der linken Monatszeitschrift konkret, und lebt heute als Autor und TV-Journalist bei Hamburg. Er schreibt u. a. für die Frankfurter Satirezeitschrift Titanic. Zusammen mit Gerhard Henschel veranstaltet er den „Toten Salon“ im Literaturhaus Hamburg. 2009 erschien Wielands erster Roman Ich schlage vor, dass wir uns küssen.

## Veröffentlichungen
- Beleidigung dritten Grades, Antje Kunstmann Verlag, München 2022.
- Kein Feuer, das nicht brennt,[2] Kunstmann Verlag, München 2012.
- Ich schlage vor, dass wir uns küssen, Kunstmann Verlag, München 2009, ISBN 3-88897-553-0.
- Lemmy und die Schmöker, Bd. 7. Lemmy entertain you! Meine 2003.
- Öde Orte (Bd. 1–3, zusammen mit Jürgen Roth). Leipzig 2005.
- The neurose of England. Hamburg 1998.

## Belege
1. ↑  "Familie Brasch" - Die "Buddenbrooks" der DDR, von Rayk Wieland, MDR KULTUR-Redakteur, 15. August 2018
2. ↑  Wendeopfer-Satire: Wenn das Margot Honecker wüsste, Rezension von Sebastian Hammelehle im Spiegel online vom 6. April 2012, abgerufen am 20. Juni 2014

| Personendaten    | Personendaten            |
| ---------------- | ------------------------ |
| NAME             | Wieland, Rayk            |
| KURZBESCHREIBUNG | deutscher Schriftsteller |
| GEBURTSDATUM     | 1965                     |
| GEBURTSORT       | Leipzig                  |